# Nadine Wetie Diodjo
Nadine Wetie Diodjo (1 de abril de 1984) es una deportista camerunesa que compite en judo. Ganó una medalla en los Juegos Panafricanos de 2015, y cuatro medallas en el Campeonato Africano de Judo entre los años 2014 y 2016.

## Palmarés internacional
| Juegos Panafricanos | Juegos Panafricanos               | Juegos Panafricanos | Juegos Panafricanos |
| Año                 | Lugar                             | Medalla             | Categoría           |
| ------------------- | --------------------------------- | ------------------- | ------------------- |
| 2015                | Brazzaville (República del Congo) | Medalla de bronce   | +78 kg              |
| Campeonato Africano |                                   |                     |                     |
| Año                 | Lugar                             | Medalla             | Categoría           |
| 2014                | Puerto Louis (Mauricio)           | Medalla de bronce   | Abierta             |
| 2015                | Libreville (Gabón)                | Medalla de plata    | +78 kg              |
| 2015                | Libreville (Gabón)                | Medalla de bronce   | Abierta             |
| 2016                | Túnez (Túnez)                     | Medalla de bronce   | +78 kg              |